# Siltsten

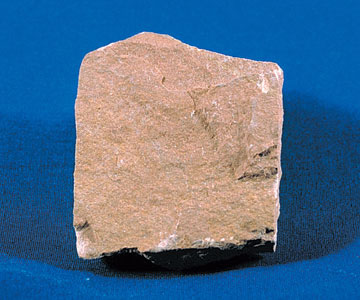
Siltsten

Siltsten är en klastisk sedimentär bergart med en huvudsaklig kornstorlek som silt, det vill säga 0,002–0,063 mm, vilket är finkornigare än sandsten och grövre än lersten.
Vanliga mineraler i siltsten är kvarts, fältspat, glimmer och olika lermineral, där de två tidigare är mer dominerande i grövre partikelstorlekar och lermineral i finare storlekar. Då det är en sedimentär bergart, kan man i siltsten även finna konkretioner och fossiler.